# Blue Christmas
Blue Christmas är en julsång, skriven 1948 av Bill Hayes och Jay Johnson. Den spelades först in av Doye O'Dell 1948,
Elvis Presley gjorde 1957 en välkänd inspelning av sången. Även Shanes spelade 1993 in sången.

### Fotnoter
1. ↑  Greene, Andy (30 november 2011). ”Readers' Poll: The Best Christmas Songs of All Time”. Rolling Stone. Arkiverad från originalet den 4 december 2011. https://web.archive.org/web/20111204214205/http://www.rollingstone.com/music/photos/readers-poll-the-best-christmas-songs-of-all-time-20111130/7-elvis-presley-blue-christmas-0178356. Läst 8 december 2011.
2. ↑  ”En riktigt god jul”. Svensk mediedatabas. 12 mars 1993. https://smdb.kb.se/catalog/id/001512406. Läst 3 december 2017.